# Юодкрантское староство
Ю́одкрантское староство (лит. Juodkrantės seniūnija) — одно из бывших 2 староств Нерингского самоуправления Клайпедского уезда Литвы. Административный центр — Неринга. Расположено в западной части Литвы, на Куршской косе. Администрация староства располагается на территории посёлка Юодкранте, в бывшей вилле, построенной 1881 году для суд-эксперта из Инстербурга, в которой после Второй мировой войны была размещена библиотека и дом культуры.